# Černomořské loďstvo
Černomořské loďstvo či Černomořská flota (rusky Черноморский флот), terminologicky nepřesně též Černomořská flotila, je část Námořnictva Ruské federace v Černém a Středozemním moři. Společně s Baltským, Severním a Tichooceánským loďstvem tvoří základ ruského válečného námořnictva. Vzniklo v 2. polovině 18. století jako součást carského námořnictva po výbojích Ruska v oblasti Černomoří. V letech 1922–1991 bylo součástí sovětského námořnictva, poté se černomořské loďstvo rozdělilo na ruskou část a ukrajinské námořnictvo.
Plavidla černomořského loďstva kotví v několika přístavech na pobřeží Černého a Azovského moře, především v krymském Sevastopolu a krasnodarském Novorossijsku. Letectvo floty a infrastruktura jsou dislokovány na různých místech na Krymu a v Krasnodarském kraji v Rusku. Působnost loďstva mimo Černé moře je omezena Bosporským průlivem, který kontroluje Turecko.
Velitelem Černomořského loďstva je od roku 2022 admirál Viktor Sokolov.

## Historie
Za zakladatele Černomořského loďstva je považován kníže Grigorij Potěmkin, který inicioval vznik floty dne 13. května 1783 a založil také její hlavní základnu, město a přístav Sevastopol. Významné loděnice se nacházely v Nikolajevě (dnes patří Ukrajině). Během expanze na jih na konci 18. století Rusko dlouho bojovalo se svým hlavním protivníkem v oblasti, s Osmanskou říší, přičemž jeho největším soupeřem na Černém moři bylo Osmanské námořnictvo. Černomořské loďstvo porazilo Turky v roce 1790, účastnilo se bojů s Osmanskou říší během první světové války.
Černomořské loďstavo sovětského námořnictva válčilo během druhé světové války s Rumunskem. Rozdělením plavidel sovětské Černomořské floty v roce 1997 vznikla Černomořská flota Ruské federace a ukrajinské námořnictvo. Ruské námořnictvo nadále využívalo přístav v krymském Sevastopolu na základě nájemní smlouvy s Ukrajinou.
Černomořské loďstvo válčilo s Gruzií v roce 2008 v rámci války v Jižní Osetii. Od roku 2014 a konfliktu Ruska s Ukrajinou je používáno proti Ukrajině. Rusko získalo část ukrajinských lodí jako kořist po obsazení Krymu v roce 2014.

### Ruská invaze na Ukrajinu
Černomořské loďstvo hrálo významnou roli při ruské invazi na Ukrajinu v únoru 2022, nicméně během následujících bojů byla potopena nebo vážně poškozena celá řada jejích plavidel. Dne 14. dubna 2022 přišlo Černomořské loďstvo o svou vlajkovou loď, raketový křižník Moskva. Ukrajina nárokovala potopení křižníku svými protilodními střelami Neptun. Křižník se již v únoru dostal do mezinárodní pozornosti, když mu ukrajinští obhájci Hadího ostrova odmítli slavnou větou kapitulaci.
Jen od února 2022 do září 2023 podle specializovaném portálu Oryx přišlo ruské loďstvo o 16 plavidel včetně křižníku Moskva a ponorky 'Rostov na Donu' (potvrzené ztráty včetně fotografií). V září 2023 bylo ukrajinskou raketou zasaženo velitelství Černomořské floty v Sevastopolu, při kterém podle neověřených informací mělo zemřít větší množství důstojníků včetně velitele floty Viktora Sokolova.
Potvrzenou ztrátou z prosince 2023 bylo zasažení výsadkové lodi Novočerkassk na Krymu v Ruskem okupovaném přístavu Feodosija. Podle ukrajinského letectva přístav zasáhly střely s plochou dráhou letu, po nepřehlédnutelné explozi následoval požár doprovázený dalšími menšími výbuchy. Ruské ministerstvo obrany potvrdilo úder na Novočerkassk, podle něj je loď jen poničená.
Dne 14. února 2024 ukrajinské námořní drony Magura V5 potopily loď třídy Ropucha Cezar Kunikov, v den 81. výročí smrti sovětského důstojníka Cezara Kunikova.
Dne 23. března 2024 zasáhly obranné síly Ukrajiny ruské velké vyloďovací plavidlo Jamal třídy Ropucha. Podle ukrajinské vojenské rozvědky utrpěla kritické poškození: díra v horní palubě vedla k převrácení na pravobok.